# Saint-Antoine-du-Queyret
 Saint-Antoine-du-Queyret  es una población y comuna francesa, situada en la región de Aquitania, departamento de Gironda, en el distrito de Langon y cantón de Pellegrue.

## Demografía
| 158 | 122 | 88 | 100 | 92 | 77 |
| Para los censos de 1962 a 1999 la población legal corresponde a la población sin duplicidades (Fuente: INSEE [Consultar]) |     |    |     |    |    |